# 1969-es magyar úszóbajnokság
Az 1969-es magyar úszóbajnokságot augusztusban rendezték meg a Nemzeti Sportuszodában.
A legjobb eredményt a női 100 méteres gyorsúszás hozta. A bajnok Turóczy Judit kerek egyperces idejével Európa-csúcsot úszott, ami az év végi világranglistán harmadik helyezést ért. A második helyen végzett Gyarmati Andrea ifjúsági magyar rekordot teljesített, amivel hatodik lett a világranglistán. A bronzérmes Patóh Magda eredménye is elegendő volt, ahhoz, hogy a ranglistán a legjobb 10 között jegyezzék.

## Eredmények

### Férfiak
| Versenyszám            | Arany                                                                 | Arany   | Ezüst                                                                   | Ezüst   | Bronz                                                                       | Bronz   |
| ---------------------- | --------------------------------------------------------------------- | ------- | ----------------------------------------------------------------------- | ------- | --------------------------------------------------------------------------- | ------- |
| 100 m gyorsúszás       | Szentirmay István BVSC                                                | 55,7    | Riskó Géza Egri Dózsa                                                   | 56,5    | Kovács Bertalan Egri Dózsa                                                  | 57,2    |
| 200 m gyorsúszás       | Borlói Mátyás Újpesti Dózsa                                           | 2:00,6  | Császári Attila BVSC                                                    | 2:02,6  | Lázár Péter Ferencvárosi TC                                                 | 2:05,9  |
| 400 m gyorsúszás       | Borlói Mátyás Újpesti Dózsa                                           | 4:21,3  | Simándi Árpád MTK                                                       | 4:34,0  | Rátonyi Gábor BVSC                                                          | 4:35,4  |
| 1500 m gyorsúszás      | Deli György Egri Dózsa                                                | 18:14,3 | Simándi Árpád MTK                                                       | 18:32,7 | Tóth István Bp. Építők                                                      | 18:34,1 |
| 100 m hátúszás         | Cseh László Bp. Építők                                                | 1:01,2  | Borlói Mátyás Újpesti Dózsa                                             | 1:05,4  | Erdélyi Ferenc BVSC                                                         | 1:05,9  |
| 200 m hátúszás         | Borlói Mátyás Újpesti Dózsa                                           | 2:18,1  | Erdélyi Ferenc BVSC                                                     | 2:25,3  | Gáti András Újpesti Dózsa                                                   | 2:26,6  |
| 100 m mellúszás        | Szabó Sándor Bp. Spartacus                                            | 1:09,8  | Lenkei Ferenc Bp. Spartacus                                             | 1:11,0  | Dávid Gyula Újpesti Dózsa                                                   | 1:11,9  |
| 200 m mellúszás        | Szabó Sándor Bp. Spartacus                                            | 2:36,0  | Lenkei Ferenc Bp. Spartacus                                             | 2:37,8  | Dávid Gyula Újpesti Dózsa                                                   | 2:38,9  |
| 100 m pillangóúszás    | Szentirmay István BVSC                                                | 59,9    | Rozgonyi György BVSC                                                    | 1:01,3  | Cseh László Bp. Építők                                                      | 1:02,2  |
| 200 m pillangóúszás    | Ali Csaba Egri Dózsa                                                  | 2:17,2  | Rozgonyi György BVSC                                                    | 2:21,1  | Kovács Bertalan Egri Dózsa                                                  | 2:24,2  |
| 200 m vegyesúszás      | Szentirmay István BVSC                                                | 2:17,5  | Lázár Péter Ferencvárosi TC                                             | 2:18,0  | Lenkei Ferenc Bp. Spartacus                                                 | 2:24,2  |
| 400 m vegyesúszás      | Borlói Mátyás Újpesti Dózsa                                           | 4:52,0  | Lázár Péter Ferencvárosi TC                                             | 5:00,9  | Kosztolánczy György Újpesti Dózsa                                           | 5:10,8  |
| 4 × 100 m gyorsváltó   | BVSC Császári Attila Sipos András Erdélyi Ferenc Szentirmay István    | 3:47,2  | Egri Dózsa Kovács Bertalan Ali Csaba Deli György Riskó Géza             | 3:50,0  | Ferencvárosi TC Lázár Péter Csaba László Kiss György Kásás Zoltán           | 3:53,7  |
| 4 × 200 m gyorsváltó   | BVSC Szentirmay István Erdélyi Ferenc Rátonyi Gábor Császári Attila   | 8:32,9  | Egri Dózsa Kovács Bertalan Ali Csaba Deli György Riskó Géza             | 8:35,1  | Újpesti Dózsa Kosztolánczy György Balogh Péter Berkecz József Borlói Mátyás | 8:35,3  |
| 4 × 100 m vegyes váltó | BVSC Erdélyi Ferenc Szentirmay István Rozgonyi György Császári Attila | 4:15,1  | Újpesti Dózsa Borlói Mátyás Dávid Gyula Jávor Péter Kosztolánczy György | 4:19,3  | Ferencvárosi TC Csikány József Lázár Péter Bányai Miklós Csaba László       | 4:19,6  |

### Nők
| Versenyszám            | Arany                                                      | Arany   | Ezüst                                                                 | Ezüst   | Bronz                                                              | Bronz   |
| ---------------------- | ---------------------------------------------------------- | ------- | --------------------------------------------------------------------- | ------- | ------------------------------------------------------------------ | ------- |
| 100 m gyorsúszás       | Turóczy Judit BVSC                                         | 1:00,0  | Gyarmati Andrea BVSC                                                  | 1:00,3  | Patóh Magda Újpesti Dózsa                                          | 1:00,9  |
| 200 m gyorsúszás       | Turóczy Judit BVSC                                         | 2:14,2  | Patóh Magda Újpesti Dózsa                                             | 2:21,6  | Eckel Edit Újpesti Dózsa                                           | 2:22,9  |
| 400 m gyorsúszás       | Törzs Mária Újpesti Dózsa                                  | 4:59,6  | Eckel Edit Újpesti Dózsa                                              | 5:03,2  | Palotai Erzsébet Ferencvárosi TC                                   | 5:11,8  |
| 800 m gyorsúszás       | Eckel Edit Újpesti Dózsa                                   | 10:25,5 | Fodor Judit Ferencvárosi TC                                           | 10:38,1 | Drobni Zsuzsa Tatabányai Bányász                                   | 10:41,8 |
| 100 m hátúszás         | Gyarmati Andrea BVSC                                       | 1:12,6  | Perkó Piroska Újpesti Dózsa                                           | 1:12,8  | Ispán Ildikó Újpesti Dózsa                                         | 1:14,9  |
| 200 m hátúszás         | Turóczy Judit BVSC                                         | 2:34,3  | Perkó Piroska Újpesti Dózsa                                           | 2:36,7  | Baranyi Judit Újpesti Dózsa                                        | 2:39,3  |
| 100 m mellúszás        | Kovács Edit BVSC                                           | 1:19,0  | Ludányi Mária Újpesti Dózsa                                           | 1:22,7  | Tóth Magdolna Újpesti Dózsa                                        | 1:23,1  |
| 200 m mellúszás        | Prutz Éva Egri Dózsa                                       | 2:56,7  | Tóth Magdolna Újpesti Dózsa                                           | 2:58,3  | Gábor Edit Békéscsabai MÁV                                         | 2:59,4  |
| 100 m pillangóúszás    | Gyarmati Andrea BVSC                                       | 1:06,1  | Kovács Edit BVSC                                                      | 1:07,7  | Tóth Zsuzsa Újpesti Dózsa                                          | 1:10,6  |
| 200 m pillangóúszás    | Kovács Edit BVSC                                           | 2:39,0  | Gerbán Zsuzsa Újpesti Dózsa                                           | 2:49,2  | Bojtos Ildikó Tatabányai Bányász                                   | 2:51,5  |
| 200 m vegyesúszás      | Turóczy Judit BVSC                                         | 2:33,7  | Tóth Margit Békéscsabai MÁV                                           | 2:40,1  | Kaczander Ágnes Bp. Építők                                         | 2:42,8  |
| 400 m vegyesúszás      | Turóczy Judit BVSC                                         | 5:34,3  | Tóth Margit Békéscsabai MÁV                                           | 5:42,6  | Kiss Éva Bp. Honvéd                                                | 5:49,5  |
| 4 × 100 m gyorsváltó   | BVSC Kovács Edit Gágyor Vera Gyarmati Andrea Turóczy Judit | 4:16,2  | Újpesti Dózsa Szekeres Ildikó Gerbán Zsuzsa Törzs Mária Baranyi Judit | 4:26,1  | Egri Dózsa Válent Vera Lakatos Anna Prutz Éva Bukolyi Edit         | 4:36,0  |
| 4 × 100 m vegyes váltó | BVSC Gyarmati Andrea Kovács Edit Gágyor Vera Turóczy Judit | 4:46,8  | Újpesti Dózsa Perkó Piroska Ludányi Mária Tóth Zsuzsa Baranyi Judit   | 4:53,8  | Ferencvárosi TC Pók Edina Csapó Katalin Pőhm Irén Palotai Erzsébet | 5:05,8  |

## Csúcsok
A bajnokság során az alábbi csúcsok születtek:
| Esemény                         | Idő    | Név               | Csapat        | Csúcs                        |
| ------------------------------- | ------ | ----------------- | ------------- | ---------------------------- |
| Férfi 200 méteres gyorsúszás    | 2:00,6 | Borlói Mátyás     | Újpesti Dózsa | Országos felnőtt és ifjúsági |
| Férfi 100 méteres hátúszás      | 1:01,2 | Cseh László       | Bp. Építők    | Országos felnőtt és ifjúsági |
| Férfi 100 méteres pillangóúszás | 59,9   | Szentirmay István | BVSC          | Országos felnőtt             |
| Férfi 100 méteres mellúszás     | 1:09,0 | Szabó Sándor      | Bp. Spartacus | Országos felnőtt és ifjúsági |
| Női 100 méteres gyorsúszás      | 1:00,0 | Turóczy Judit     | BVSC          | Európa-                      |
| Női 100 méteres gyorsúszás      | 1:00,3 | Gyarmati Andrea   | BVSC          | Országos ifjúsági            |
| Női 200 méteres gyorsúszás      | 2:14,2 | Turóczy Judit     | BVSC          | Országos felnőtt             |
| Női 100 méteres pillangóúszás   | 1:06,1 | Gyarmati Andrea   | BVSC          | Országos felnőtt és ifjúsági |
| Női 100 méteres mellúszás       | 1:19,0 | Kovács Edit       | BVSC          | Országos felnőtt és ifjúsági |
| Női 100 méteres hátúszás        | 1:08,6 | Gyarmati Andrea   | BVSC          | Országos felnőtt és ifjúsági |